# Galaxy Angel (videogioco)
Galaxy Angel (ギャラクシーエンジェル?, Gyarakushī Enjeru) è un videogioco pubblicato dalla Broccoli per Windows il 23 agosto 2002 e per PlayStation 2 il 17 aprile 2003. Il videogioco, pubblicato esclusivamente in Giappone, fa parte del franchise Galaxy Angel, ed è il primo di tre videogiochi.
Il videogioco differisce in molti punti rispetto alla serie televisiva a partire dalla storia e dalla caratterizzazione dei personaggi, la cui personalità appare molto più approfondita nel videogioco che nell'anime. Anche per questo motivo molti considerano l'universo alternativo del videogioco come quello canonico della serie.
Il gioco venne venduto in tre differenti edizioni, una regolare, una limitata che includeva al suo interno un libro di illustrazioni e la colonna sonora su un CD, ed infine una super limitata che presentava i medesimi contenuti di quella limitata assieme a delle statuette da collezione (raffiguranti i personaggi di Milfeulle oppure di Mint a seconda della confezione), delle magliette colorate e degli adesivi.

## Modalità di gioco
Il gameplay è diviso tra fasi d'avventura e simulazione; nel primo caso si avrà il compito di migliorare il rapporto con gli altri membri dell'equipaggio della nave spaziale su sui avrà luogo la storia, cercando di ottenere la simpatia del prossimo tramite delle conversazioni con le ragazze della Brigata Angeli, che saranno il punto trainante del gioco. Il gradimento delle ragazze varia a seconda della risposta data tra due o tre possibili scelte, quindi è necessario cercare di comprendere attentamente la personalità di chi si avrà di fronte e la situazione di quel momento per cercare di ottenere il massimo.
La parte di simulazione invece vede il giocatore partecipare a uno strategico in tempo reale. In questo caso lo scopo è quello di dare istruzioni al proprio personaggio nel miglior modo possibile, portando avanti la battaglia a proprio vantaggio. Saranno inoltre presenti diversi aerei che partiranno dalla nave madre in cui si trova la protagonista, i quali agiranno automaticamente in base alle rispettive caratteristiche, nel mentre si potranno impartire degli ordini specifici come attaccare oppure mandarli alla ricerca dei nemici. Con una buona strategia si potrà riuscire a far proseguire lo scontro a proprio vantaggio fino a raggiungere la tanto agognata vittoria.

## Colonna sonora
Sigla di apertura
- Eternal love ~Hikari no Tenshi~ cantata da Mari Iijima

Sigla di chiusura
- Tenshi-tachi no Kyuusoku cantata da Mari Iijima

## Accoglienza
Il sito web GAME Watch, parlando della versione per Windows, affermò che Galaxy Angel era un'opera dal tocco comico che rappresentava i vari problemi che si sarebbero verificati intorno alle cinque ragazze protagoniste. Il recensore sostenne che questo gioco, così come l'anime originale su cui si basava, era contraddistinto da un'alta qualità generale, che lo distingueva dal maremagnum di opere appartenenti allo stesso genere. Le cinque protagoniste conducevano la storia e l'ambientazione fantascientifica era ben sviluppata, dando un senso di "profondità" a ciò che si andava a giocare. Non era presente alcuna lacuna dei disegni dei personaggi, i quali erano unici nel loro genere ed erano stati creati con molta passione. Indipendentemente dalla scelta data durante alcuni dialoghi, il giocatore si sarebbe trovato dinanzi a una ricca quantità di testo e alla produzione dettagliata generale. Fu apprezzata l'interfaccia delle scene presenti durante le battaglie simulative, che era stata realizzata in CG, così come la telecamera ben gestita, il rapporto sulla situazione dello scontro da parte della Brigata Angeli che veniva mostrato in qualsiasi momento tramite delle efficaci scene animate. Il titolo si rivelava un buon simulatore che non rovinava assolutamente la visione del mondo data dalla serie originale di Galaxy Angel, finendo per reputarlo un gioco senza stress che sarebbe stato apprezzato anche da chi non era un fan dell'opera di appartenenza. In conclusione fu considerato un prodotto che avrebbe fornito una visione d'insieme del mondo di Galaxy Angel a chi non l'aveva potuto ancora apprezzare mentre i fan lo avrebbero visto come un acquisto praticamente obbligatorio.